# Zona Antarctică Neutră
Zona Antarctică Neutră (engleză Neutral Antarctic Zone , rusă Нейтральная Антарктическая Зона), cunoscută și doar ca Antarctica Neutră, este un teritoriu neutru din punct de vedere politic în Antarctida Centrală (Centrele Antarctidei de Est și de Vest). Se învecinează cu toate celelalte zone antarctice și conține și Polul Sud care este și el neutru din punct de vedere politic. Zona este un teritoriu al științei aici fiind localizate mai multe baze de cercetare, cele mai importante fiind ruse și americane aceste state fiind principalele pretendente la o zonă antarctică din teritoriul Zonei Antarctice Neutre.